# Gerincferdülés

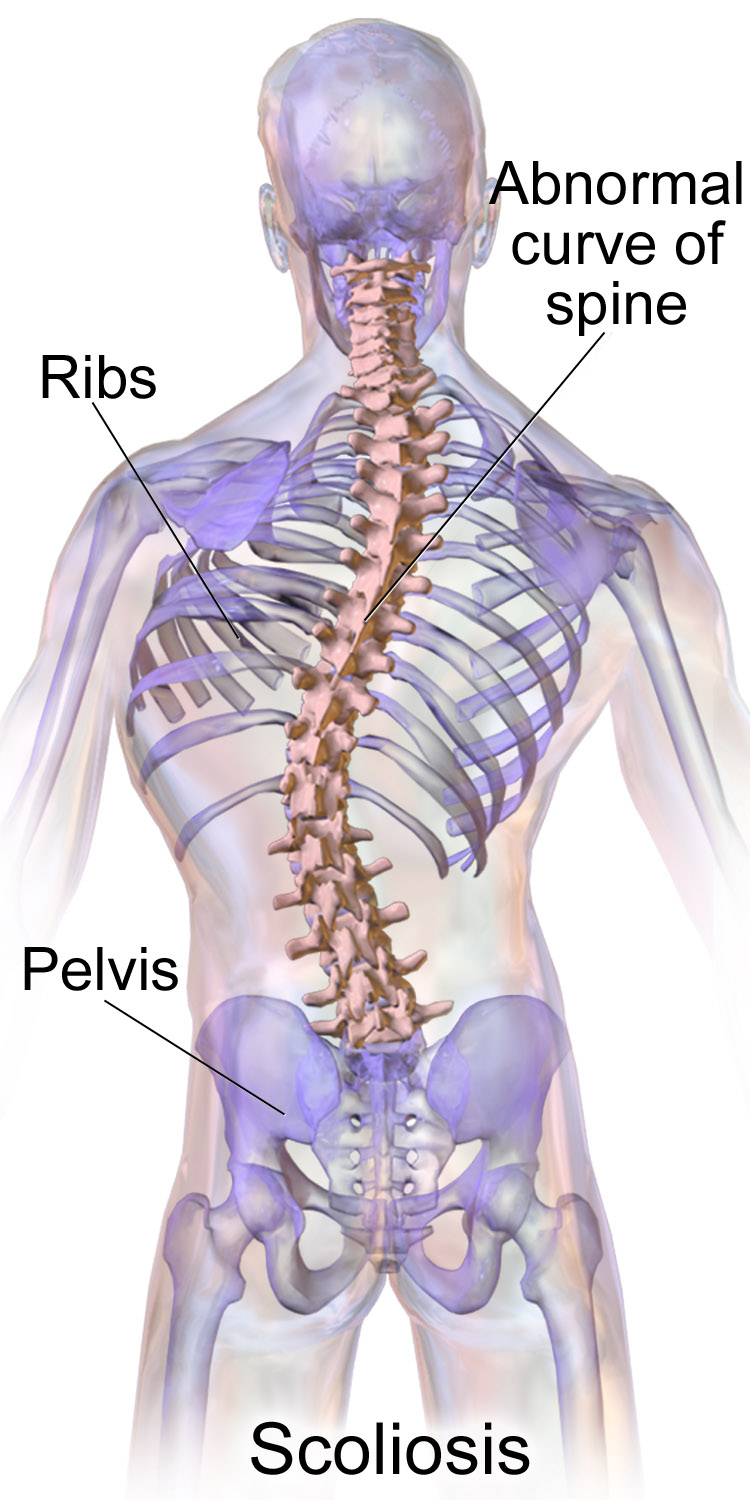
Gerincferdülés

A gerincferdülés vagy szkoliózisz (latinos írásmóddal scoliosis; ógörögül σκολίωσις szkoliószisz ’hajolttság’, ’hajlott állapot’ σκολιός szkoliosz ’hajlott’) az (emberi) gerinc rendellenes oldalirányú elhajlása. Bár térbeli elváltozás, a kétdimenziós röntgenfelvételeken, főként hátulnézetből, mégis könnyen azonosítható, mint a gerincoszlop "S", vagy "C" betű alakú elhajlása, az egyenes helyett. A scoliosisokat okuk szerint ismeretlen (idiopáthiás) és ismert  eredetű, lokalizációjuk szerint nyaki, háti, ágyéki, vagy több szakaszt érintő, a görbület irányát tekintve jobbra vagy balra convex, ill. "S" alakú, kialakulásuk idejét tekintve pedig veleszületett, gyermekkori, vagy serdülőkori típusokra osztják fel. A besorolás nagy jelentőséggel bír a betegség várható lefolyását, valamint kezelését illetően. Az ismert eredetű scoliosisok kialakulhatnak veleszületett elváltozás (például csigolyadeformáció következtében). Az idiopátiás scoliosisok gyermeki kortól felnőtt korig okuk  nem ismert, jobbra convex esetei gyorsan romlanak bordapúpot (mellkas deformitás) okoznak, jelentősen rontják az élet minőségét, és az életkilátásokat, míg a balra convex esetek relatíve jó indulatúak, lassan romlanak. 
További ismert okok/típusok a neuromuszkuláris, mint egyéb elváltozásból eredő másodlagos torzulás (például bénulás, izomsorvadás, fizikai trauma következtében). A kezelés komplex, és a betegség típusától, a beteg korától, általános állapotától, ill. a progresszió sebességétől függ. Tornakezelés, fűzőkezelés, sebészi beavatkozás, és ezek kombinációja is szóbajön. Az Amerikai Egyesült Államokban közel hétmillió ember szenved gerincferdülésben.